# 남항신도시
남항신도시는 대한민국 부산광역시 남항구에 조성될 신도시였다. 인공섬이 들어서면 랜드마크 등 상업시설이 들어설 예정이었는데 취소되었다.

## 조감도 설명
- 랜드마크: 완공되면 부산에서 가장 높은 건물이 됐을 것이다.